# Distretto di Xinqiu
Il distretto di Xinqiu (新邱区S, Xīnqiū QūP) è un distretto della Cina, situato nella provincia di Liaoning e amministrato dalla prefettura di Fuxin.